# Ákra Skýllaion
Ákra Skýllaion (Cape Skyli, Cape Skili) är en udde i Grekland.   Den ligger i prefekturen Nomós Attikís och regionen Attika, i den sydöstra delen av landet, 60 km söder om huvudstaden Aten.
Terrängen inåt land är kuperad åt nordväst, men söderut är den platt. Havet är nära Ákra Skýllaion åt sydost.  Närmaste större samhälle är Poros, 9,2 km nordväst om Ákra Skýllaion. 